# Tionina

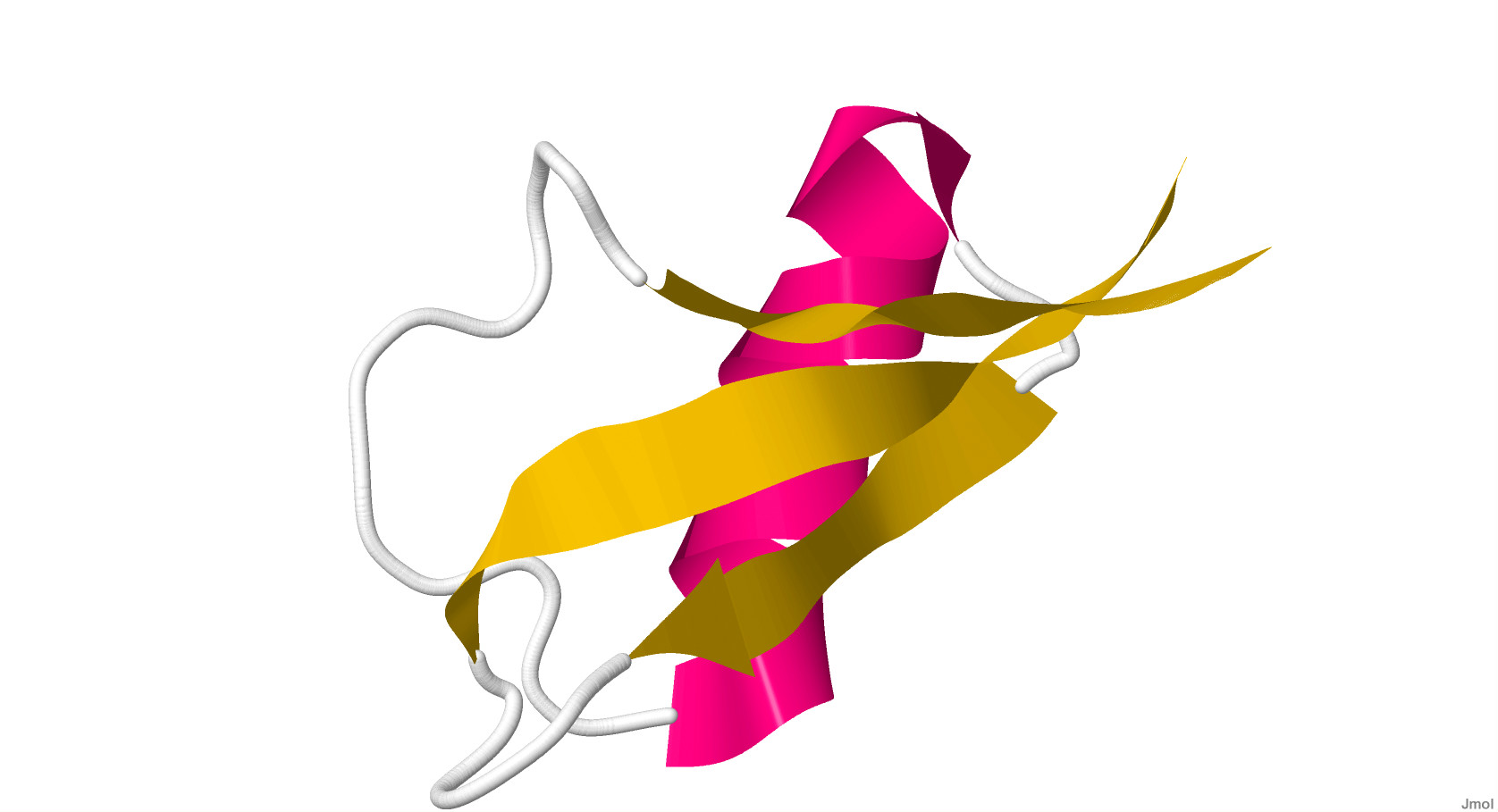
Estructura de la tionina de l'ordi

Les tionines són una família de pèptids que es troben només en les plantes superiors. Típicament una tionina consta de 45–48 residus químics d'aminoàcids, 6–8 d'aquests són cisteïna. Algunes tionines tenen activitat citotòxica i podrien ser interessants en la lluita contra el càncer amb nous mecanismes d'acció.
Aquestes proteïnes són tòxiques en les cèl·lules animals potser per l'atac a la membrana cel·lular fent-la permeable.
The proteins are toxic to animal cells, presumably atacant la membrana cel·lular i fent-la permeable. Les tionines es troben principalment en els llavors. En l'ordi la trionina és tòxica pels patogens de la planta.